# Peter Vodosek

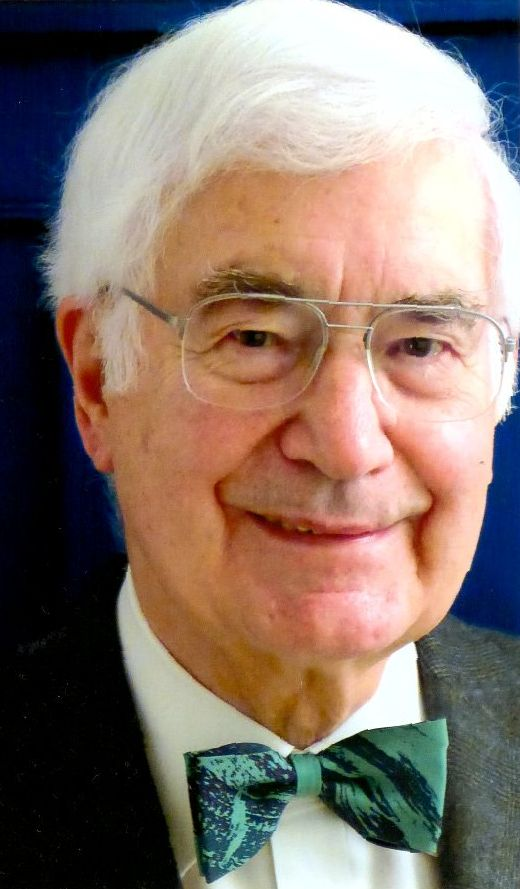
Peter Vodosek im Januar 2020. Foto: Irmgard Vodosek

Peter Vodosek (* 20. Oktober 1939 in Linz) ist ein österreichischer Bibliothekshistoriker.

## Leben
Vodosek studierte Geschichte, Germanistik und Philosophie an der Karl-Franzens-Universität Graz. Er promovierte 1963 und legte das Staatsexamen ab. Von 1963 bis 1965 absolvierte er in Stuttgart ein Zweitstudium mit dem Abschluss Diplom-Bibliothekar. Zwischen 1963 und 1969 war er stellvertretender Leiter der Büchereien der Stadt Linz. 1969 wurde er Dozent am Süddeutschen Bibliothekar-Lehrinstitut in Stuttgart (1971 umbenannt in Fachhochschule für Bibliothekswesen) und war ab 1975 Professor an der Fachhochschule für Bibliothekswesen (1995 umbenannt in Hochschule für Bibliotheks- und Informationswesen). Von 1986 bis 2001 war Vodosek Rektor der Hochschule für Bibliotheks- und Informationswesen in Stuttgart und anschließend zwischen 2001 und 2002 im Gründungsrektorat der Hochschule der Medien Stuttgart. Seit 2004 befindet er sich im Ruhestand. Er ist Honorarprofessor der Akademie für Kultur und Künste Charkow (Ukraine), der Staatsuniversität für Kultur und Künste Moskau und des Kasachischen Staatlichen Pädagogischen Fraueninstituts in Almaty (Kasachstan).
Von 1979 bis 2016 war Vodosek Mitglied des Wolfenbütteler Arbeitskreises für Bibliotheks-, Buch- und Mediengeschichte und von 1985 bis 2003 dessen Vorsitzender. Seit 1984 ist er Mitglied der Historischen Kommission des Börsenvereins des Deutschen Buchhandels, seit 1986 von Dansk Bibliotekshistorisk Selskab. Von 1985 bis 2004 gehörte er der IFLA (Library History Section) an und war unter anderem von 1985 bis 2021 Mitherausgeber der Zeitschrift Bibliothek. Forschung und Praxis.

## Publikationen (Auswahl)
- Arbeiterbibliothek und Öffentliche Bibliothek. Zur Geschichte ihrer Beziehungen von der ersten Hälfte des 19. Jahrhunderts bis 1933. Berlin: dbv/AfB 1975. 64 S. (Schriftenreihe der Bibliothekar-Lehrinstitute. Reihe B Dozentenschriften; H. 2).
- Eduard Reyer. 1849–1914. Berlin: dbv/AfB 1976. 78 S. (Biobibliographien; H. 5).
- Vorformen der Öffentlichen Bibliothek. Wiesbaden: Harrassowitz 1978. 149 S. (Beiträge zum Büchereiwesen. Reihe B: Quellen und Texte; H. 6).
- Auf dem Weg zur öffentlichen Literaturversorgung. Quellen und Texte zur Geschichte der Volksbibliotheken in der zweiten Hälfte des 19. Jahrhunderts.   Wiesbaden: Harrassowitz 1985. 219 S. (Buchwissenschaftliche Beiträge aus dem Deutschen Bucharchiv München; Bd. 14).
- Wolfgang Thauer, Peter Vodosek: Geschichte der öffentlichen Bücherei in Deutschland. 2., erw. Aufl., Harrasowitz, Wiesbaden 1990, ISBN 3-447-02974-9.
- Reinhart Siegert, Peter Vodosek: Volksbildung durch Lesestoffe. edition lumière, Bremen 2012, ISBN 978-3-943245-03-5.
- Sven Kuttner, Peter Vodosek: Volksbibliothekare im Nationalsozialismus, Harrassowitz, Wiesbaden 2017, ISBN  978-3-447-10720-4.
- Hominem quaero. Ich suche den Menschen. Eine Spurensuche im Nachlass des Volksbildners Eduard Reyer (1849-1914). In: Spurensuche. Zeitschrift für Geschichte der Erwachsenenbildung und Wissenschaftspopularisierung, 23./24. Jg. 2014/15, S. 183–214